# 佐藤亞璃紗
佐藤亞璃紗（1988年9月20日—），是在日本北海道出生、千葉縣出身的模特兒，藝人和女演員。所屬事務所為星塵傳播。
丈夫是足球運動員長谷部誠。

## 簡歷
2004年被聘請而出道。2005年，於流行雑誌《Seventeen》（集英社）獲得2005年Miss Seventeen，作為專屬模特兒開始活動。2007年7月號作為封面女郎之一初登場，2008年3月號單獨登上封面。
2008年12月初次演出電視劇「LOVE17」。於2010年3月號的《Seventeen》畢業。同時於2010年8月號成為《non-no》的專屬模特兒。

## 人物
- 有一個哥哥和一個姊姊。
- 喜歡打鼓，購物、欣賞音樂。
- 擅長小提琴和長跑、書道。小提琴方面、做為管弦樂部第一小提琴的次席、在全日本競賽獲得第二名。
- 與ST模的桐谷美玲、武井咲三人一同扮演雜誌頁裡的「貓眼美人三姊妹」。因與同鄉桐谷美玲住在附近，所以關係特別好。
- 喜歡的藝人包括BUMP OF CHICKEN、RADWIMPS、木村KAELA、大塚愛等。
- 崇拜的藝人是香里奈。
- 為iPhone的愛用者。
- 喜歡的漫畫包括「スイッチガール!!」和「マーガレット」。
- 飼養了一隻吉娃娃，2010年9月12日出生，被叫做「くぅちゃん」[2]。

## 演出

### 電視節目

#### 正規演出
- Going!Sports&News（2010年4月 - 、日本電視台）天氣主持
- 月刊サッカーアース（2010年9月 - 、日本電視台）
- non-no TV（2010年10月2日 - 、BS-TBS）

#### 過去演出
- めざましテレビ 「MOTTOいまドキ!」（2008年3月 - 2012年3月、 富士電視台）
- LQ〜女をアゲる30分〜（2008年4月 - 7月、日本電視台）
- 恋ふぁく～みんなで恋しよ!ケータイ小説FACTORY〜（2008年7月29日 - 、名古屋電視台）
- TOYOTAプレゼンツ FIFAクラブワールドカップジャパン2011 ハイライト（2011年12月8日 - 2011年12月17日、日本電視台）世界最強球隊支持者

#### 客串演出
- キッズ TV（2007年10月8日、TBS）
- 世界の果てまでイッテQ!（2008年2月24日、 日本電視台）
- しゃべくり007（2008年9月27日、日本電視台）
- 踊る!さんま御殿!!（2008年11月11日、日本電視台）
- 今ちゃんの「実は…」（2009年6月24日、朝日放送）
- 芸能界臆病者決定戦!ザ･チキンズ〜ビビらなかったら100万円〜（2009年8月13日、TBS）
- 月光音楽団 （2009年10月12日、TBS）
- 鬧鐘電視ロープジャンプEX（2010年4月24日、富士電視台）
- 行列のできる法律相談所（2010年6月13日、日本電視台）
- ナイナイが大表彰!国民的アニバーサリー大ヒット博覧会SP!（2011年2月24日、日本電視台）
- 世界一受けたい授業 番組対抗ＳＰ Going!チーム（2010年 - ）
- 世界まる見え！テレビ特捜部（2011年10月10日）
- サッカークラブＷ杯開幕ＳＰ さんまのスター表の顔！ウラの顔！（2011年12月10日、日本電視台）[3]
- 世界一受けたい授業 2011年末テストスペシャル 世界一当てたいテスト（2011年12月17日、日本電視台）
- TORE全力大挑戰（2012年3月19日、日本電視台）與上田晉也、赤星憲廣進行挑戰。
- うわっ！ダマされた大賞2012（2012年3月31日、日本電視台）

### CM
- Aflac EVER HALF
- Aflac NO.1宣傳活動
- 永谷園 わさび茶漬け（2007年）
- Dell（2007年）
- Sony損害保險（2007年 - 2009年）
- 東京迪士尼度假區「Let's！春キャン！」（2008年）- 與ST模 有末麻祐子、赤谷奈緒子、南條有香共同演出
- 日本光學 Heart up（2008年）
- E Mobile 「E Mobile CM Shopping」篇（2009年10月30日 - ）
- 樂敦製藥 もぎたて果實（2011年 - ）

### 雜誌
- Seventeen（2005年 - 2010年）專屬模特兒
- non-no（2010年 - ）專屬模特兒

### 電台
- 亞璃紗的明天（STARdigio 400ch）

### PV
- 嵐「藍天腳踏板」（2006年）
- 自由音樂「リメンバー」（2010年）
- WaT「君が僕にKissをした」（2010年）[4]
- 安田奈央「雨フル 〜悲しみはきっといつの日か〜」（2012年）

### 電視劇
- LOVE17（2008年12月28日深夜、名古屋電視台） 主演．飾演 北條春陽・緒方千春

### 電影
| 年份   | 製作公司    | 電影             | 飾演角色 |
| ------ | ----------- | ---------------- | -------- |
| 2010年 | Thanks Lab. | 美好時光旅館     | 山內繪梨 |
| 2015年 | 東寶        | 閃爍的愛情       | 永麻由香 |
| 2016年 | 東寶        | 請和我的妻子結婚 | 清瀬桃子 |

### 活動
- TOYOTAプレゼンツ FIFAクラブワールドカップジャパン（2010、2011年）クラブ世界一サポーター
- 西川リビング（2011年）[5]
- サマンサベガ（2012年）

### 獲獎
- Miss Seventeen 2005（2005年）
- 第7回喜歡的天氣預報員 第9位（2011年）

## 外部連結
- 佐藤亞璃紗 官方Blog
- 佐藤亞璃紗 手機Blog
- 所属プロダクション ジーアールプロモーション（页面存档备份，存于）
- Seventeen Profile